# Manchild
Manchild è una serie televisiva inglese targata BBC 2, creata da Nick Fisher e trasmessa nel Regno Unito dal 2002 al 2003. Composta da 15 episodi, 7 della prima stagione e 8 della seconda, è stata trasmessa in Italia su Jimmy a partire dal 2004. Non è attualmente in onda.

## Trama
Professionalmente realizzati, sportivi e benestanti quattro amici cinquantenni si dedicano al divertimento. Definita come la risposta maschile a Sex and the City, Manchild ha per protagonisti Anthony Head nei panni di James, ricco divorziato che vive il sogno di ogni uomo single cinquantenne, almeno apparentemente; Nigel Havers nel ruolo di Terry, appassionato di moto anch'egli divorziato; Don Warrington nei panni di Patrick, scapolo a oltranza; Ray Burdis in quelli di Gary, l'unico ancora sposato del gruppo.
I quattro protagonisti sono impegnati nella disperata impresa di recuperare la propria adolescenza, decisi a non mollare proprio adesso che possono permettersi macchine e moto di lusso, locali di grido e vestiti costosi. Per provare a loro stessi e al mondo che ottengono ciò che vogliono s'impongono uno stile di vita goliardico con bellissime fidanzate al seguito, rigorosamente sotto i 25 anni. Manchild è una serie politicamente scorretta e irriverente, basata su quella che è stata definita "una sceneggiatura estremamente curata" e su un ritmo molto sostenuto.